# Oleria fumata
Oleria fumata är en fjärilsart som beskrevs av Richard Haensch 1905. Oleria fumata ingår i släktet Oleria och familjen praktfjärilar. Inga underarter finns listade i Catalogue of Life.